# Nippon Life
Nippon Life Insurance Company (日本生命保険相互会社 Nihon Seimei Hoken Sōgo-gaisha), Nissay (ニッセイ Nissei) eller Nihon Seimei (日本生命) er et japansk livsforsikringsselskab. Det blev etableret i 1889 som Nippon Life Assurance Co., Inc..
Nippon Life havde 92.120 ansatte og en omsætning på 74 mia. US$ i 2020. De har hovedkvarter i Osaka.